# Rayonverbot

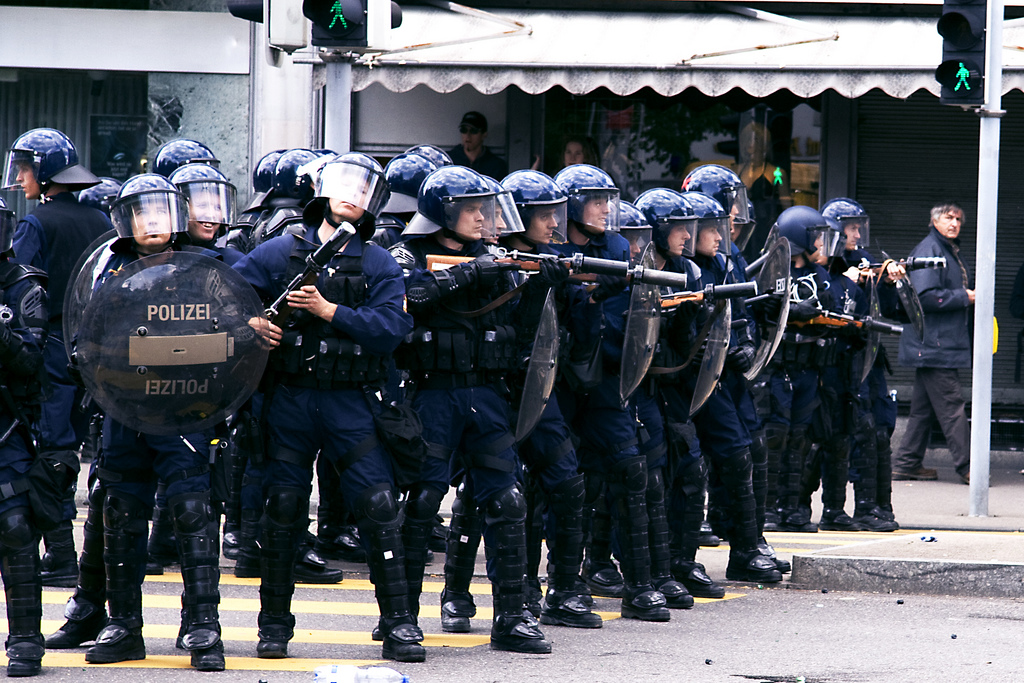
Stadtpolizei Zürich im Einsatz anlässlich einer Ersten-Mai-Demonstration, in deren Folge es immer wieder zu Rayonverboten kommt.

Ein Rayonverbot (von frz. rayon im Sinne von Umkreis), auch als Fernhalteverfügung bezeichnet, ist eine Handlungsform des Schweizer oder kantonalen Rechts. Mit einem Rayonverbot können Polizei und andere Behörden, etwa Gerichte oder kantonale Migrationsämter, einer Person verbieten, einen Ort aufzusuchen oder an diesen zurückzukehren. In letzterem Fall wird das Rayonverbot mit einer Wegweisung verbunden. Je nachdem ob das Rayonverbot vor Ort ausgesprochen oder (bei längeren Verboten) schriftlich mitgeteilt wird, liegt entweder ein Realakt oder eine Verfügung vor. Rayonverbote ergeben sich aus einer Vielzahl von Erlassen und können daher auch aus einer Vielzahl von Gründen ergehen, beispielsweise zur Verhinderung häuslicher Gewalt oder Hooliganismus oder zur Erleichterung der Arbeit der Polizei.

## Öffentliches Recht

### Frühe Formen
In älteren Polizeigesetzen findet sich teilweise bereits die Möglichkeit, Personen von einem Ort wegzuweisen, wenn sie sich selbst gefährden oder Einsatzkräfte (Blaulichtdienste) behindern. 1994 wurde das Bundesgesetz über Aufenthalt und Niederlassung der Ausländer (ANAG) mit der Möglichkeit ergänzt «einem Ausländer, der keine Aufenthalts- oder Niederlassungsbewilligung besitzt und der die öffentliche Sicherheit und Ordnung stört oder gefährdet, insbesondere zur Bekämpfung des widerrechtlichen Betäubungsmittelhandels, die Auflage machen, ein ihm zugewiesenes Gebiet nicht zu verlassen oder ein bestimmtes Gebiet nicht zu betreten».

### Lex Wasserfallen
1997 führte der Kanton Bern – vorwiegend zur Bekämpfung der damals aktuellen offenen Drogenszene – eine Revision des Polizeirechts durch. Kernpunkt war eine Überarbeitung von Art. 29 des Polizeigesetzes, nach dem damaligen Polizeidirektor Kurt Wasserfallen Lex Wasserfallen oder Wegweisungsartikel genannt. Hierbei handelte es sich um die erste Möglichkeit, Personen unabhängig von ihrer Herkunft wegzuweisen oder fernzuhalten, wenn sie die öffentliche Sicherheit oder Ordnung gefährden. Die Idee fand in den anderen Kantonen starken Anklang. Heute verfügen 18 von 26 Kantonen über eine ähnliche Regelung, wobei alternativ oder kumulativ Wegweisungen möglich sind, wenn eine Belästigung oder Gefährdung Dritter vorliegt. Die mögliche Dauer von Rayonverboten variiert von Kanton zu Kanton stark.
Auch sehen heute alle kantonalen Rechtssammlungen die Möglichkeit vor, Personen zur Verhinderung von häuslicher Gewalt aus der gemeinsamen Wohnung wegzuweisen und ihnen zu verbieten, bestimmte Gebiete, wie den Wohn- oder Arbeitsort des Opfers, zu betreten.

### Hooliganismus
Im Vorlauf zur Euro 08, deren Veranstalter Österreich und die Schweiz waren, strebte der Bundesrat eine Revision des Bundesgesetzes über Massnahmen zur Wahrung der inneren Sicherheit (BWIS) an. Ziel sollte unter anderem die „Ergänzung des Sicherheitsdispositivs für die Durchführung der Fussballeuropameisterschaft EURO 2008“ und damit einhergehend die Bekämpfung des Hooliganismus sein. Nebst der Einführung einer zentralen Datenbank zur Erfassung von Hooligans (HOOGAN), sah diese Revision auch die Möglichkeit zur Verhängung von Rayonverboten vor, die als Art. 24b Eingang ins BWIS fand.
Bereits vor Einführung eines Rayonverbots auf nationaler Ebene war dieses umstritten, da aufgrund der Schweizer Rechtsordnung der Bund ausschliesslich in ihm ausdrücklich zugewiesenen Bereichen legiferieren kann. Alle anderen Themen stehen den Kantonen zu. Fraglich war, ob Art. 57 der Bundesverfassung eine genügende gesetzliche Grundlage für eine Regelung auf nationaler Ebene darstellt. Der Bundesrat war sich dieser Unsicherheit – aber auch des zeitlichen Drucks – bewusst und plädierte deswegen für eine diesbezüglich lediglich zeitlich befristete Änderung des BWIS. Art. 24b BWIS wurde dementsprechend Ende 2009 wieder aufgehoben. Da die Kantone auf die damit verschwindenden Möglichkeiten nicht verzichten wollten, verabschiedete die Konferenz der Kantonalen Justiz- und Polizeidirektorinnen und -direktoren (KKJPD) das Konkordat über Massnahmen gegen Gewalt anlässlich von Sportveranstaltungen („Hooligan-Konkordat“). Es übernahm im Wesentlichen die zeitlich befristeten Regelungen des BWIS. Sämtliche Kantone sind dieser ersten Version des Konkordats beigetreten.

### Strafrecht
Mit dem Bundesgesetz über das Tätigkeitsverbot und das Kontakt- und Rayonverbot vom 13. Dezember 2013 – in Kraft seit 1. Januar 2015 – wurden auch das Schweizer Strafgesetzbuch, Jugendstrafgesetz und Militärstrafgesetz um die Möglichkeit ergänzt, Rayonverbote zu verhängen. Voraussetzung hierfür ist, dass der Täter ein Verbrechen oder Vergehen gegen eine oder mehrere andere Personen begangen hat und die Gefahr besteht, dass es bei einem erneuten Kontakt wieder zu einem Vergehen oder Verbrechen kommen könnte. In diesem Fall ist ein Kontakt- und Rayonverbot von bis zu fünf Jahren möglich. Die Gesetzesänderung geschah vor dem Hintergrund der Motion Carlo Sommaruga (08.3373) „Verstärkte Prävention von Pädokriminalität und anderen Verbrechen“.

## Zivilrecht
Mit der Einführung von Art. 28b ZGB, der am 1. Juli 2007 in Kraft trat, wurde zudem dieselbe Möglichkeit auch auf dem Zivilrechtsweg geschaffen. Damit kann ein Opfer häuslicher Gewalt selbst auf ein Rayonverbot gegen den Täter klagen. Die neu geschaffene Norm sieht dasselbe Recht auch in genereller Form bei „Gewalt, Drohungen oder Nachstellungen“ (Stalking) vor.

## Grundrechtseingriff
Rayonverbote stellen einen Eingriff in das Grundrecht der persönlichen Freiheit, genauer der Bewegungsfreiheit, dar. Auch die Betroffenheit weiterer Grundrechte, wie der Niederlassungsfreiheit, der Versammlungsfreiheit oder der Meinungsfreiheit, ist möglich. Zur Rechtfertigung eines solchen Grundrechtseingriffs bedarf es daher einiger Voraussetzungen: Die Einschränkung bedarf einer gesetzlichen Grundlage, muss durch ein öffentliches Interesse oder den Schutz von Grundrechten Dritter gerechtfertigt sowie insgesamt verhältnismässig sein. Fehlt eine gesetzliche Grundlage, ist eine Anwendung der polizeilichen Generalklausel möglich.